# Павел Скшипковський
Павел Скшипковський (пол. Paweł Skrzypkowski; народився 1 квітня 1986 у м. Гданськ, Польща) — польський хокеїст, захисник. Наразі виступає за «Сточньовець» (Гданськ) в Польській Екстралізі. 
Вихованець хокейної школи «Сточньовець» (Гданськ). Виступав за СМС II (Сосновець), СМС I (Сосновець), «Сточньовець» (Гданськ).
У складі національної збірної Польщі провів 24 матчі; учасник чемпіонатів світу 2010 (дивізіон I) і 2011 (дивізіон I). У складі молодіжної збірної Польщі учасник чемпіонатів світу 2004 (дивізіон II), 2005 (дивізіон I) і 2006 (дивізіон I). У складі юніорської збірної Польщі учасник чемпіонатів світу 2003 (дивізіон I) і 2004 (дивізіон I).